# Кирилл (Покровский)
Митрополи́т Кири́лл (в миру Леони́д Никола́евич Покро́вский; 5 августа 1963, Миасс) — архиерей Русской православной церкви, митрополит Ставропольский и Невинномысский, председатель Синодального отдела по взаимодействию с вооружёнными силами и правоохранительными органами.

## Биография
Отец, дед и прадед по линии отца были священниками. Дед был репрессирован и находился в лагерях 5 лет.
Родился 5 августа 1963 года в Миассе. В том же году был крещён в храме Святой Троицы города Миасса.
В 1970 году поступил в среднюю школу города Миасса, в 1981 году окончил школу рабочей молодёжи в городе Загорске (ныне Сергиев Посад) Московской области. С 1981 по 1983 год проходил службу в армии.
В 1984 году поступил в Московскую духовную семинарию, которую окончил в 1988 году. В 1988 году был направлен на обучение в Софийскую духовную академию (Болгария).
17 сентября 1989 года в Троице-Сергиевой лавре архимандритом Венедиктом (Князевым) пострижен в монашество с именем Кирилл в честь равноапостольного Кирилла.
21 сентября 1989 года в храме Покрова Пресвятой Богородицы Московской духовной академии архиепископом Дмитровским Александром (Тимофеевым) был рукоположён в сан иеродиакона, а 27 сентября того же года в том же месте и тем же архиереем — в сан иеромонаха
В 1990 году перевёлся в Московскую духовную академию на заочный сектор и перешёл в клир Нижегородской епархии.
28 декабря 1993 года был назначен настоятелем Благовещенского мужского монастыря города Нижнего Новгорода и ректором Нижегородского духовного училища.
В 1994 году митрополитом Нижегородским и Арзамасским Николаем (Кутеповым) возведён в сан игумена.
6 июня 1995 года в связи с преобразованием Нижегородского духовного училища в семинарию назначен ректором последней решением Священного Синода.
В 1996 году назначен благочинным монастырей Нижегородской епархии.
В 2000 году возведён в сан архимандрита митрополитом Нижегородским и Арзамасским Николаем (Кутеповым).
В 2001 году окончил Московскую духовную академию со степенью кандидата богословия.
24 января 2004 года освобождён от обязанностей председателя Отдела Нижегородской епархии по религиозному образованию и катехизации, начиная с 1 февраля того же года.
29 марта того же года назначен постоянным членом епархиального совета Нижегородской епархии
18 августа 2004 года освобожден от должности ректора Нижегородской духовной семинарии.
В 2004 году освобождён от занимаемых должностей и назначен благочинным Первого Нижегородского, Выксунского, Варнавинского и Уренского округов.
С 2005 года стал профессором, а затем членом-корреспондентом Международной славянской академии.
12 сентября 2006 года назначен ректором Выксунского духовного училища.
13 октября 2009 года архиепископом Нижегородским и Арзамасским Георгием освобождён от должности ректора Выксунского духовного училища и от обязанностей благочинного Выксунского округа Нижегородской епархии.

### Архиерей
10 октября 2009 года Священный синод Русской православной церкви определил архимандриту Кириллу быть епископом Павлово-Посадским, викарием Московской епархии. 27 ноября в Троицком соборе Данилова монастыря Москвы патриарх Кирилл возглавил чин наречения архимандрита Кирилла во епископа Павлово-Посадского, викария Московской епархии.
29 ноября в кафедральном соборном храме Христа Спасителя хиротонисан во епископа Павлово-Посадского, викария Московской епархии. Хиротонию совершили: Патриарх Московский и всея Руси Кирилл, митрополиты Петрский и Херонисский Нектарий (Пападакис) (Константинопольский патриархат), митрополит Крутицкий и Коломенский Ювеналий (Поярков), митрополит Варненский и Великопреславский Кирилл (Ковачев) (Болгарская православная церковь), архиепископ Саранский и Мордовский Варсонофий (Судаков), архиепископ Истринский Арсений (Епифанов), архиепископ Томский и Асиновский Ростислав (Девятов), архиепископ Верейский Евгений (Решетников), архиепископ Вышгородский Павел (Лебедь), архиепископ Сергиево-Посадский Феогност (Гузиков), архиепископ Нижегородский и Арзамасский Георгий (Данилов), епископ Солнечногорский Сергий (Чашин) и епископ Подольский Тихон (Зайцев).
25 декабря 2009 года решением Священного синода Русской православной церкви утверждён в должности наместника Донского монастыря.
5 марта 2010 года Священным синодом назначен председателем созданного комитета по взаимодействию с казачеством.
22 марта 2011 года решением Священного синода назначен управляющим Ставропольской и Невинномысской епархией, 30 мая 2011 года - ректором Ставропольской духовной семинарии.
7 июня 2012 года назначен главой новообразованной Ставропольской митрополии, в связи с чем 18 июля 2012 года в Успенском соборе Свято-Троицкой Сергиевой лавры возведён в сан митрополита.
26 июля 2012 года освобождён от должности наместника Донского монастыря.
1 августа 2012 года указом президента РФ включён в состав Совета по делам казачества при Президенте России.
С 19 марта по 25 июля 2014 года одновременно был управляющим Элистинской и Калмыцкой епархии.
16 ноября 2017 года, в связи с усвоением храму иконы Божией Матери «Отрада и утешение» на Ходынском поле города Москвы статуса казачьего и размещением при данном храме Синодального комитета по взаимодействию с казачеством, указом Патриарха Кирилла назначен почётным настоятелем данного храма.
С 8 по 25 августа 2020 года также временно управляющий Екатеринодарской епархией.
6 апреля 2023 года указом патриарха Московского и всея Руси назначен исполняющим обязанности председателя Синодального отдела по взаимодействию с вооружёнными силами и правоохранительными органами , 16 мая 2023 года постановлением Священного синода Русской православной церкви назначен председателем этого отдела.
С 11 октября по 27 декабря 2023 года временно управлял Екатеринодарской епархией и Кубанской митрополией по поручению Священного Синода.
15 мая 2025 года освобождён от должности ректора Ставропольской духовной семинарии.

## Взгляды
По мнению Алексея Малютина («Новая газета»), Кирилл известен «ультрапатриотической риторикой и развесистой антизападной конспирологией».
В 2022 году поддержал вторжение России на Украину, транслируя нарративы российской антиукраинской пропаганды, заявил, что «на Украине сегодня действительно идет война с нацизмом, с сатанизмом, с антихристом».

## Награды
- Орден Александра Невского (31 июля 2023) — за большой вклад в сохранение и развитие духовно-нравственных и культурных традиций, многолетнюю плодотворную деятельность[31]
- Орден благоверного князя Даниила Московского III степени
- Орден благоверного князя Даниила Московского II степени (5 августа 2013)[32]
- Орден преподобного Сергия Радонежского III степени (1 марта 2019) — «во внимание к трудам на благо Святой Церкви и в связи с 10-летием Патриаршей интронизации»[33]
- Орден Святителя Иннокентия, митрополита Московского и Коломенского II степени (5 августа 2023) — во внимание к трудам и в связи с 60-летием со дня рождения[34]
- Орден Святого Теодора Вршацкого (2019, Банатская епархия, Сербской православной церкви)[35]
- Медаль «За выдающиеся заслуги» (2015 год, Московский государственный университет технологий и управления им. К. Г. Разумовского)[36]